# Замок Ґутівар
Замок Ґутівар — одне з найменш вивчених укріплень Закарпаття, руїни якої розташовані в селі Гут Берегівського району Закарпатської області, що був заснований в ХІ столітті та проіснував до 1566 року.

## Історія
24 жовтня 1466 року вперше в письмових джерелах згадується земляне укріплення родини Гуті, на височині, огороджене водою між Кіш Гут (Маленький Гут) та Нодь Гут (Великий Гут). У документі повідомлялося, що Ержебет, вдова Яноша Хуньяді, дарувала замок воїну Анталу Удварі у вічне володіння в нагороду за вірну службу. Однак, лише окремі угорські дослідники мимохідь згадують Ґутівар в своїх працях. Від імені рордини отримало назву і село, и сам замок («Ґутівар», «Guti var»). Цікаво, що в народі це укріплення назвали «Кішмункач» («Kismunkacs»), тобто «Малий Мункач», по сучасному — Мале Мукачево.
Історія «Ґуті вара» закінчилася в 1566 році, коли село разом із замками Ґутівар та Дийда‐Тоувар знищили татари в ході свого чергового набігу.

## Розташування і план замку
Дослідники припускають, що перше міцне укріплення в районі сьогоднішнього села Гут з'явилось в ХІ столітті — на першому етапі формування кордонів Угорського королівства.
Замок було побудовано на місці злиття двох річок — Єсено (Jeszeno) та Нодьвіз (Nagyviz). Навколишні землі були сильно заболоченими, що сприяло природному захисту укріплення, яке було посилене насипним валом та ровом. Пізніше укріплення стало замком, що мав грушеподібну форму, а захищали його, ймовірно, земляні вали та рови-канали, які могли заповнюватися водою прилеглих річок. Замок був оточений руслами річок і каналів з усіх боків, тому його в джерелах іноді називають замком на острові. Про наявність кам'яних укріплень на замчище інформації немає. Під захистом оборонного пояса знаходилися житлові і господарські будівлі.
 
Замок був розміщений на ділянці, що мала розмір близько 230 на 240 метрів. З огляду на значну площу (близько двох гектарів), можна припустити, що замок, очевидно, складався з двох частин — замку і поселення, що також знаходилося під захистом укріплень.
В наш час лише умовно можна простежити залишки земляних укріплень на вулиці Kismunkacs (Мале Мукачево) в селі Гут. Адже, археологічних досліджень на території «Гуті вару» не велося.